# Caoba vermella

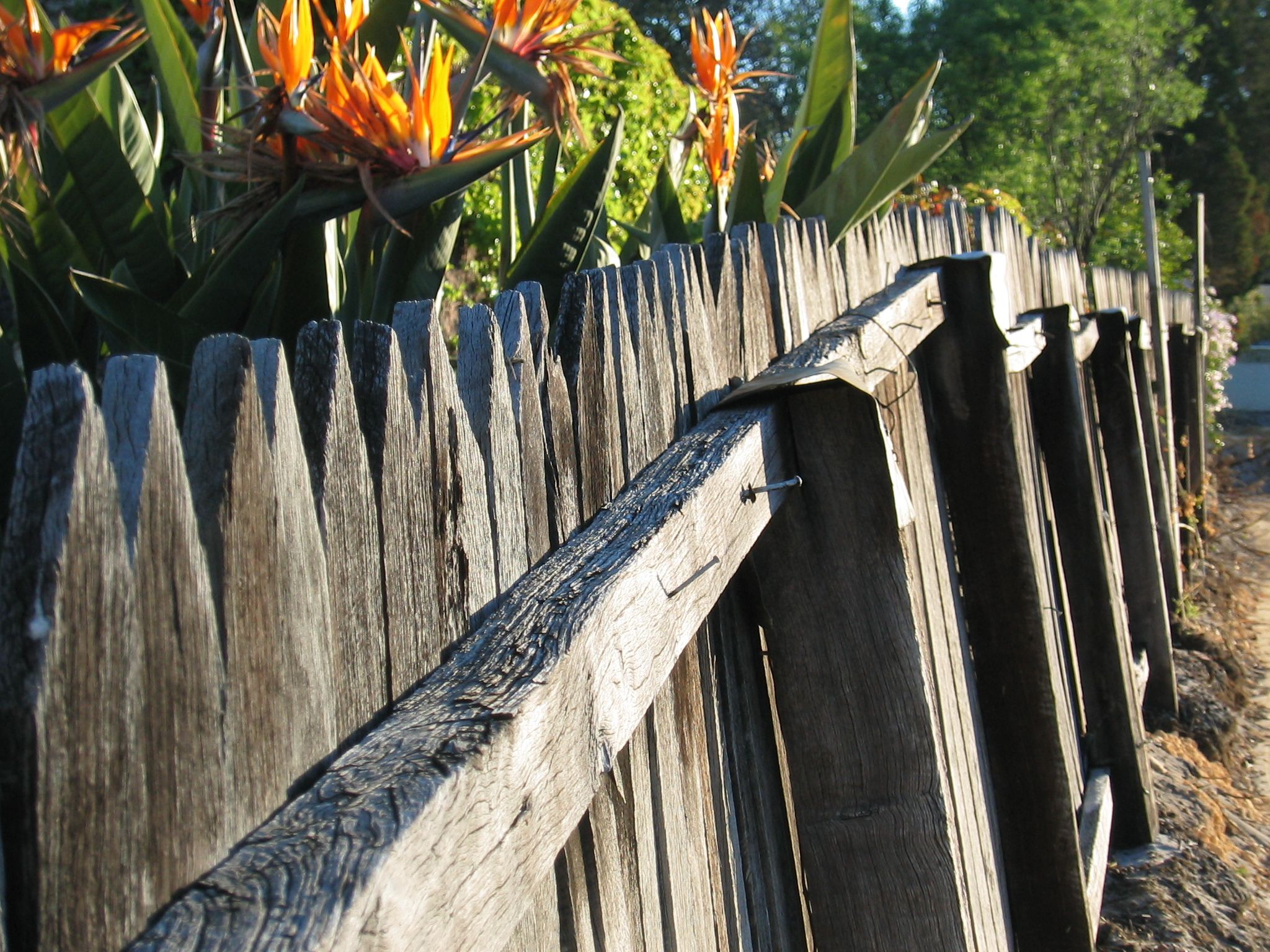
Aquesta espècie era comunament usada per a tanques a Austràlia Occidental.

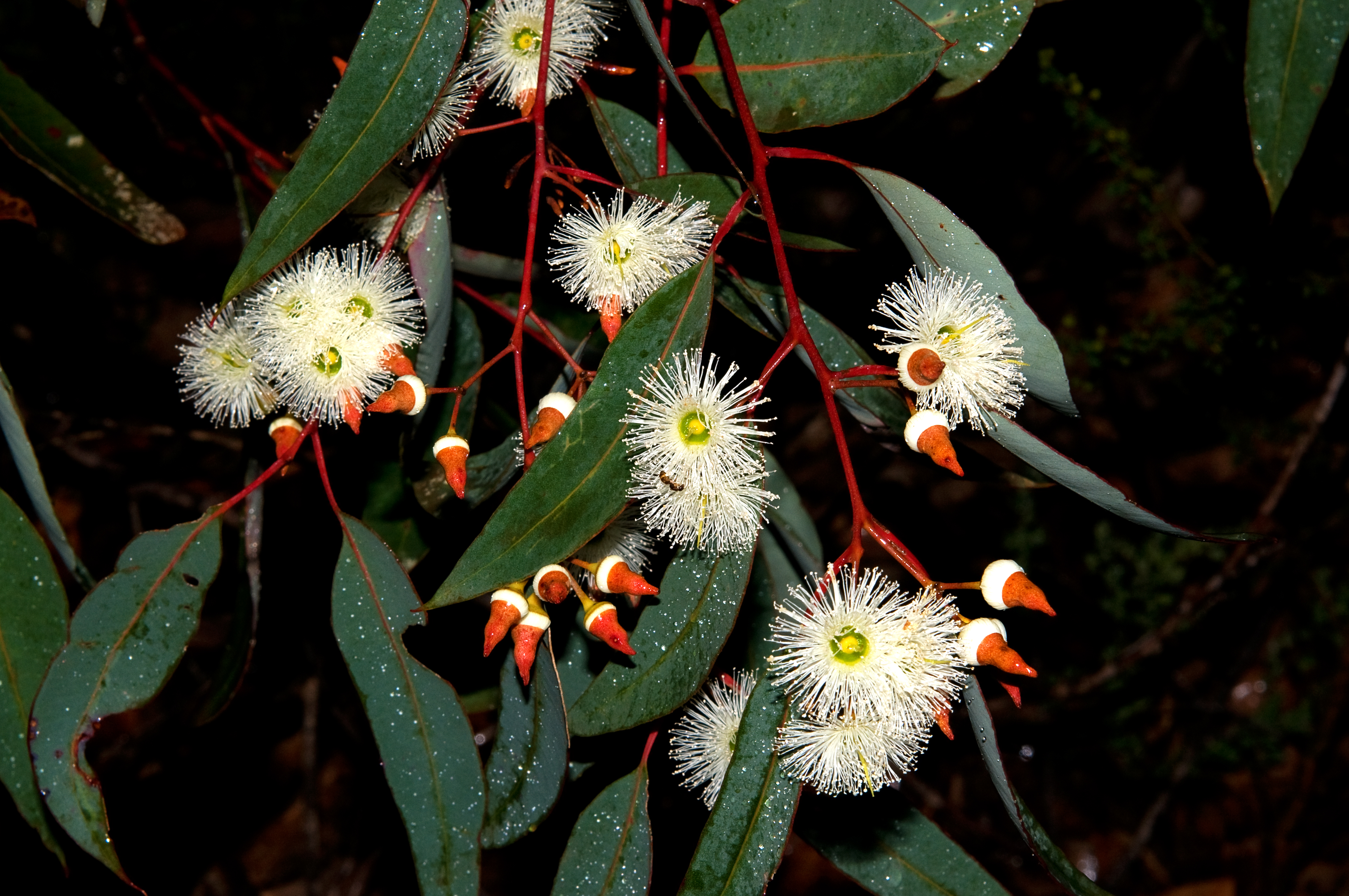
Detall de la planta

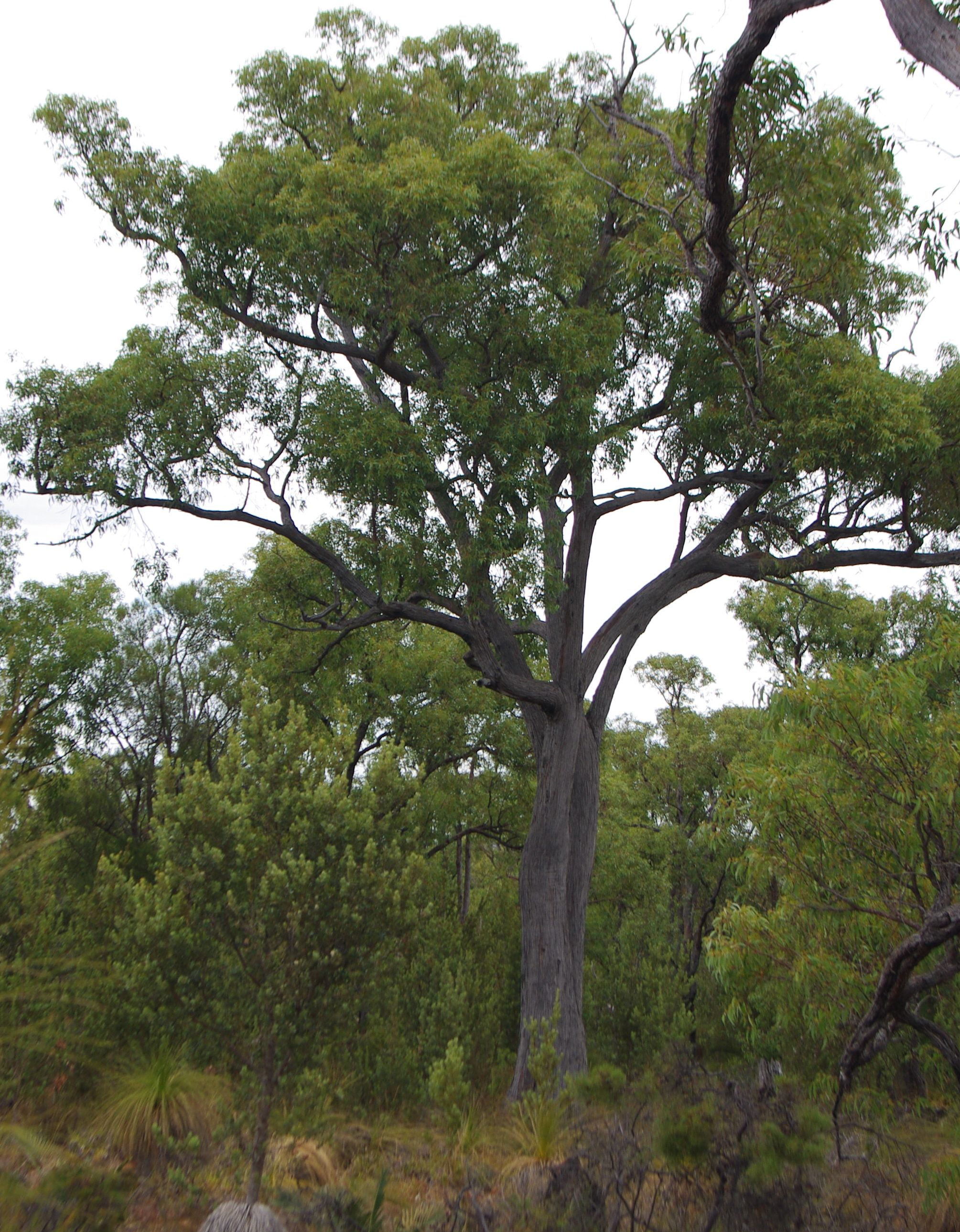
Vista de l'arbre

La caoba vermella, eucaliptus iarra o, simplement, eucaliptus o iarra (Eucalyptus marginata) és una espècie de planta de la família de les Mirtàcies que es distribueix per l'oest d'Austràlia. És un arbre perenne que es troba sobre sòls fortament lixiviats a pendents i pujols. És una espècie que s'usa per a l'elaboració de mel i per a fusta.